# Harald III di Norvegia
Harald III Sigurdsson, noto come lo Spietato (in norreno harðráði, in norvegese Hardråde, in inglese Hardrada, lett. "duro consiglio"; Ringerike, 1015 – Stamford Bridge, 25 settembre 1066), fu re di Norvegia dal 1047 al 1066.
Molti dettagli della sua vita e del suo regno sono contenuti nell'Heimskringla. Nella cultura anglosassone è ricordato per la sua tentata invasione dell'Inghilterra nel 1066, che portò alla sua morte.
Già prima di divenire re Harald passò quindici anni in esilio e operò come mercenario e comandante militare per la Rus' di Kiev e l'Impero bizantino. Quando aveva circa quindici anni, combatté nella battaglia di Stiklestad insieme al fratellastro Olaf II di Norvegia con lo scopo di reclamare per sé il trono di Norvegia dopo averlo perso, due anni prima, a favore di Canuto I d'Inghilterra. I due vennero sconfitti, Olaf venne ucciso e Harald costretto all'esilio nella Rus' di Kiev dove servì il principe Jaroslav I di Kiev fino a ottenere il grado di capitano e lì rimase fino al 1034 quando si recò a Costantinopoli insieme ai propri uomini.
Lì divenne ben presto uno dei comandanti della Guardia variaga e prese parte ad azioni che si svolsero nel Mar Mediterraneo, in Asia Minore, Sicilia e forse anche in Terra santa e in Bulgaria oltre che nella stessa Costantinopoli dove venne coinvolto nelle dispute dinastiche. Durante la sua permanenza nella capitale Harald accumulò notevoli ricchezze che, per precauzione, mandò presso Jaroslav. Alla fine lasciò l'impero bizantino nel 1042 per fare ritorno nella Rus' di Kiev e preparare la propria spedizione per reclamare il trono di Norvegia. È possibile che Harald sapesse che, negli anni della sua assenza, il trono di Norvegia era stato dato dai Danesi a Magnus I di Norvegia, figlio illegittimo del defunto Olaf.
Nel frattempo Magnus era anche divenuto re di Danimarca e, nel 1046, Harald si alleò con il suo rivale, il pretendente Sweyn Estriddson, e cominciarono a depredare le coste della Danimarca. Magnus non voleva combattere con lo zio, così i due conclusero un accordo: il primo avrebbe diviso il trono con il secondo, a patto che Harald condividesse le sue ricchezze con lui. Il loro regno condiviso finì bruscamente l'anno seguente quando Magnus morì e Harald si trovò di colpo a essere l'unico sovrano di Norvegia. Egli smorzò immediatamente tutte le rivolte interne che si sollevarono e cominciò ad abbozzare l'unione sotto un unico governo dei vari territori in mano alla corona.
Il regno di Harald fu tutto sommato pacifico e diede vita a una florida economia monetaria e avviò il commercio con gli stati esteri, nel probabile tentativo di ripetere l'espansione territoriale avuta sotto il regno di Canuto. Tentò di impossessarsi del trono di Danimarca e spese quasi ogni anno fino al 1064 a razziare le coste danesi combattendo contro il suo ex alleato, ora re, Sweyn II di Danimarca. Quantunque le sue campagne venissero gratificate da un certo successo, Harald non fu mai in grado di conquistare davvero il paese o di governarlo. Non era passato molto tempo da che egli aveva abbandonato le sue pretese che il conte di Northumbria Tostig gli chiese di allearsi con lui contro il fratello divenuto da poco re d'Inghilterra, Aroldo II d'Inghilterra, offrendogli la possibilità di ambire al trono inglese. Harald accettò e il suo esercito insieme a quello di Tostig entrarono in Inghilterra nel settembre del 1066. I loro uomini saccheggiarono le coste settentrionali e vinsero la battaglia di Fulford, combattuta presso York. La fortuna di Harald tuttavia ebbe fine quando, il 25 settembre dello stesso anno, venne sconfitto e ucciso dall'esercito di Aroldo nella battaglia di Stamford Bridge.

## Gioventù

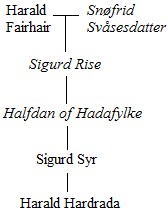
Gli antenati di Harald secondo le saghe più recenti. Le persone la cui esistenza è disputata dagli storici moderni sono indicate in corsivo.

Harald nacque a Ringerike in Norvegia nel 1015 da Åsta Gudbrandsdatter e il suo secondo marito Sigurd Syr. Sigurd era un re minore di Ringerike e uno dei capitani più forti e ricchi delle Uplands. Tramite sua madre Åsta, Harald era il più giovane dei tre fratellastri di Olaf II di Norvegia (futuro Sant'Olaf). Durante la giovinezza, Harald mostrò tratti di un tipico ribelle con grandi ambizioni, e ammirò Olaf come modello. Pertanto, differiva dai suoi fratelli maggiori che erano più simili al loro padre, senza pretese e perlopiù preoccupato nella gestione della fattoria.
Le saghe islandesi, in particolare l'Heimskringla di Snorri Sturluson, sostengono che Sigurd, in quanto padre di Olaf, fosse un pronipote di re Harald Bellachioma in linea maschile. La maggior parte degli studiosi moderni ritiene che gli antenati attribuiti al padre di Harald Hardrada, insieme ad altre parti della genealogia dei Bellachioma, siano invenzioni che riflettono le aspettative politiche e sociali dell'epoca degli autori (circa due secoli dopo la vita di Harald Hardrada) piuttosto che la realtà storica. La presunta discendenza di Harald Hardrada dai Bellachioma non è mai presa in considerazione all'epoca di Harald, il che sembra strano poiché avrebbe fornito una notevole legittimazione della sua pretesa al trono norvegese.
A seguito di una rivolta nel 1028, Olaf, fratello di Harald, fu costretto all'esilio e non fece ritorno in Norvegia fino all'inizio del 1030. Alla notizia del previsto ritorno di Olaf, Harald radunò 600 uomini dagli Altipiani per incontrarlo nella parte orientale della Norvegia. Dopo un'accoglienza amichevole, Olaf radunò un esercito e infine combatté con Harald nella battaglia di Stiklestad il 29 luglio 1030. La battaglia rientrava nel tentativo di riportare Olaf sul trono norvegese, che era stato conquistato dal re danese Canuto il Grande. Tuttavia, lo scontro portò alla sconfitta dei fratelli per mano dei norvegesi fedeli a Canuto; Olaf fu ucciso mentre Harald fu gravemente ferito. Si dice comunque che Harald abbia dimostrato un notevole talento militare nella battaglia.

## Esilio a oriente

### Nella Rus' kievana
Dopo la sconfitta nella battaglia di Stiklestad, Harald riuscì a scappare con l'aiuto di Rögnvald Brusason (il futuro conte delle Orcadi) e raggiungere una remota fattoria nella Norvegia orientale. Rimase lì per guarire le ferite e successivamente (forse dopo un mese) viaggiò verso nord oltre le montagne verso la Svezia. Un anno dopo la battaglia di Stiklestad, Harald arrivò nella Rus' di Kiev, nota nelle saghe come Garðaríki (o Svíþjóð hin mikla). È probabile che abbia trascorso un certo periodo nella città di Staraja Ladoga (Aldeigjuborg), che raggiunse nella prima metà del 1031. Harald e i suoi uomini furono accolti dal gran principe Jaroslav il Saggio, la cui moglie Ingegerd era una lontana parente di Harald. Fortemente bisognoso di condottieri militari, Jaroslav riconobbe il potenziale in Harald e lo fece capitano di un suo plotone. Il fratello Olaf Haraldsson era stato precedentemente in esilio da Jaroslav dopo la rivolta del 1028, e Morkinskinna racconta che Jaroslav accolse Harald principalmente perché era fratello di Olaf. Harald prese parte alla campagna di Jaroslav contro i Polacchi nel 1031, e possibilmente durante lo stesso decennio combatté anche con altri nemici della Rus', come i Ciudi in Estonia, e i Bizantini, nonché i Peceneghi e altri popoli nomadi delle steppe.

### Al servizio dei bizantini

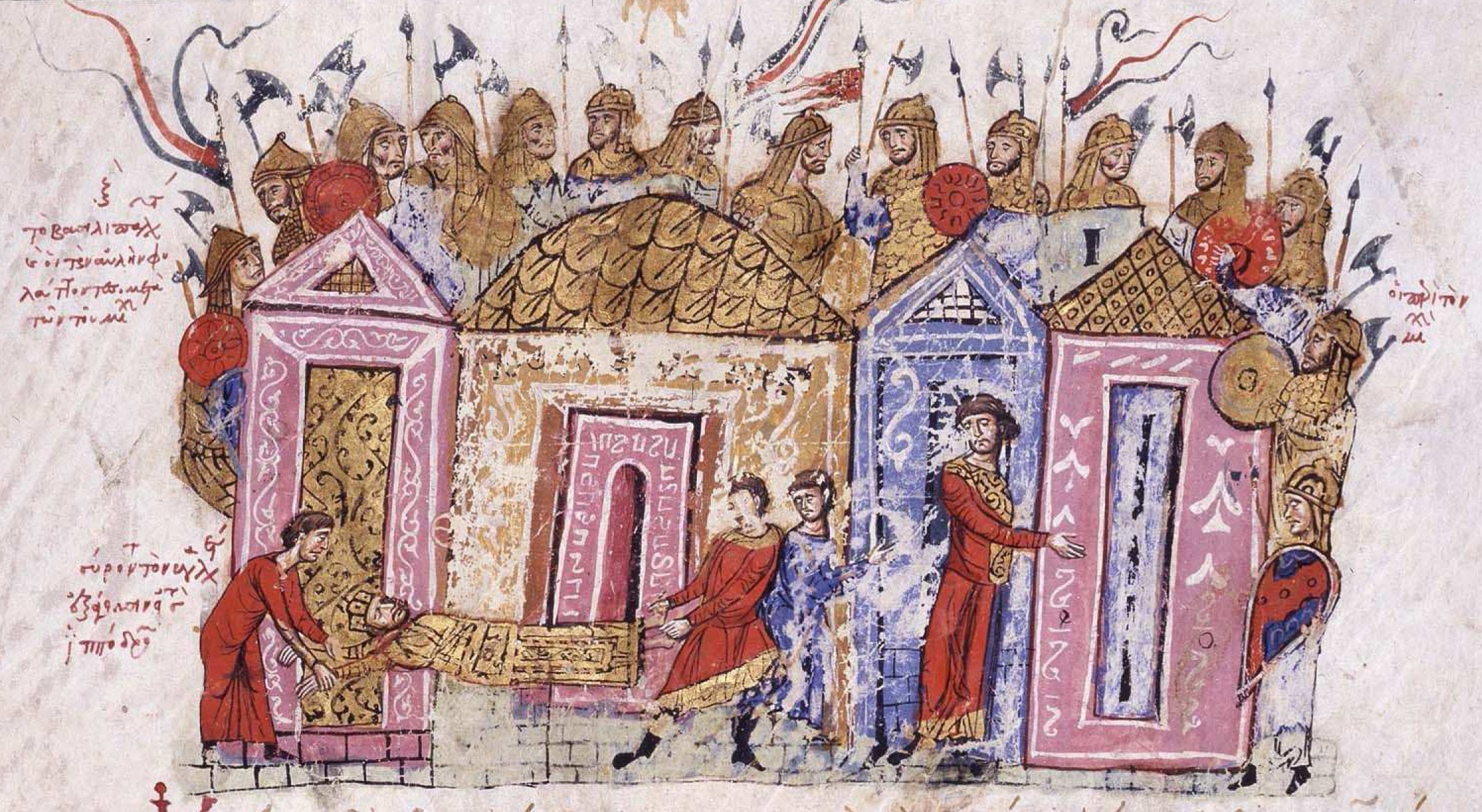
Raffigurazione quasi contemporanea delle guardie variaghe, in una miniatura della Sinossi di Giovanni Scilitze.

Dopo aver trascorso pochi anni nella Rus' di Kiev, forse nel 1033 o 1034, Harald e la sua forza di 500 uomini si trasferì a Costantinopoli (Miklagard), capitale dell'Impero romano d'Oriente poi noto come Impero bizantino, dove si unirono alla Guardia variaga. Nonostante il Flateyjarbók affermi che Harald dapprima cercò di tenere segreta la sua identità di nobile, molte fonti concordano che al tempo la reputazione di Harald e dei suoi uomini era ben nota anche in oriente. Mentre la Guardia variaga era primariamente dedicata alla protezione dell'Imperatore, Harald fu visto combattere su "quasi ogni confine" dell'Impero. Prima fu coinvolto in campagne contro i corsari arabi nel Mediterraneo, e poi in città dell'entroterra dell'Asia minore / Anatolia che avevano sostenuto i corsari. In questo tempo, secondo lo storico islandese Snorri Sturluson, era diventato il "capo di tutti i Variaghi". Al 1035 i Bizantini avevano allontanato gli Arabi dall'Asia minore verso l'est e il sudest, e Harald prese parte a campagne che si spinsero fino al Tigri e all'Eufrate in Mesopotamia, dove secondo il suo scaldo Þjóðólfr Arnórsson (ripetuto nelle saghe) partecipò nella conquista di ottanta roccaforti arabe, un numero che gli storici Sigfus Blöndal e Benedikt Benedikz non trovano motivazioni di mettere in dubbio. Nonostante non avesse mantenuto il comando indipendente di un esercito, come le saghe implicano, non è improbabile che il re Harald e i Variaghi a volte potrebbe essere stato mandato alla conquista di un castello o di una città. Durante i primi quattro anni del regno dell'Imperatore Michele IV il Paflagone, Harald probabilmente combatté anche in campagne contro i Peceneghi.
In seguito, nelle saghe si dice che Harald si fosse recato a Gerusalemme e avesse combattuto nelle battaglie della zona. Sebbene le saghe collochino questo fatto dopo la spedizione in Sicilia, la storica Kelly DeVries ha messo in dubbio questa cronologia. Se il suo viaggio fosse stato di natura militare o pacifica dipenderebbe dal fatto che avvenne prima o dopo il trattato di pace del 1036 tra Michele IV e l'Imam/califfo musulmano fatimide Ma'ad al-Mustansir Billah (in realtà la madre del califfo, di origine cristiana bizantina, dato che il califfo era minorenne), anche se si ritiene improbabile che sia stato fatto prima. Gli storici moderni hanno ipotizzato che Harald possa aver fatto parte di un gruppo inviato a scortare i pellegrini a Gerusalemme (forse anche membri della famiglia imperiale) in seguito all'accordo di pace, poiché fu anche concordato che ai Bizantini fosse permesso di ricostruire la Basilica del Santo Sepolcro. Inoltre, questo potrebbe a sua volta aver offerto ad Harald l'opportunità di combattere contro i banditi che predavano i pellegrini cristiani.
Nel 1038, Harald si unì ai Bizantini nella loro spedizione in Sicilia, nel tentativo di Giorgio Maniace (il "Gyrge" delle saghe) di riconquistare l'isola, in cui i musulmani avevano creato l'Emirato di Sicilia. Durante la campagna, Harald combatté al fianco di mercenari normanni come Guglielmo Braccio di Ferro. Secondo Snorri Sturluson, Harald catturò quattro città in Sicilia. Nel 1041, al termine della spedizione bizantina in Sicilia, scoppiò una rivolta longobardo-normanna nell'Italia meridionale e Harald guidò la Guardia variaga in diverse battaglie. Harald combatté con il Catapano d'Italia, Michele Doceano, con un successo iniziale, ma i Normanni, guidati dal loro ex alleato Guglielmo Braccio di Ferro, sconfissero i Bizantini nella battaglia di Olivento a marzo e nella battaglia di Montemaggiore a maggio. Dopo la sconfitta, Harald e la Guardia variaga furono richiamati a Costantinopoli, in seguito all'imprigionamento di Maniakes (Maniace) da parte dell'Imperatore e all'insorgere di altre questioni più urgenti. Harald e i Variaghi furono quindi inviati a combattere alla frontiera sudorientale dell'Europa, in Bulgaria, dove arrivarono alla fine del 1041. Qui combatté nell'esercito dell'imperatore Michele IV nella battaglia di Ostrovo della campagna del 1041 contro la rivolta bulgara guidata da Pietro Delan, che in seguito valse ad Harald il soprannome di "bruciatore di bulgari" (Bolgara brennir) da parte del suo scaldo.
Harald non fu influenzato dal conflitto di Maniace con l'Imperatore Michele IV, e ricevette onori e rispetto al suo ritorno a Costantinopoli. In un libro greco scritto negli anni 1070, lo Strategikon di Cecaumeno, si dice che Araltes (cioè Harald) avesse ottenuto il favore dell'imperatore. Il libro racconta che l'imperatore bizantino lo nominò manglabites (forse identificato con il titolo del protospatharios), soldato della guarda imperiale, dopo la campagna in Sicilia. Dopo la campagna contro i bulgari, nella quale Harald si distinse nuovamente, ottenne il grado di spatharokandidatos quando era a Mosinopoli, che DeVries identifica come il terzo massimo grado bizantino, mentre Mikhail Bibikov lo considera un grado minore rispetto al protospatharios che veniva di norma conferito a alleati stranieri dell'imperatore. Lo Strategikon indica che i gradi conferiti a Harald fossero piuttosto bassi, riportando che Harald non era "arrabbiato per essere stato appena nominato manglabites o spatharokandidatos". Secondo il suo scaldo Þjóðólfr Arnórsson, Harald aveva partecipato a diciotto grandi battaglie durante il suo servizio per i bizantini. Il favore di cui Harald godeva alla corte imperiale finì presto dopo la morte di Michele IV nel dicembre 1041, a cui seguirono conflitti con il nuovo imperatore Michele V e la potente imperatrice Zoe Porfirogenita.
Durante questi tumulti, Harald fu arrestato e imprigionato, ma le fonti sono discordanti sulla motivazione. Le saghe raccontano che Harald fu arrestato per aver defraudato l'imperatore del suo tesoro, e per aver richiesto il matrimonio con una nipote apparentemente fittizia di Zoe, chiamata Maria; la sua proposta fu rifiutata dall'imperatrice perché lei stessa voleva sposare Harald. Guglielmo di Malmesbury afferma che Harald fu arrestato per aver violentato una nobildonna, mentre secondo Sassone Grammatico fu imprigionato per omicidio. DeVries suggerisce che il nuovo imperatore probabilmente temeva Harald per via della sua lealtà al precedente imperatore. Le fonti sono discordanti anche su come Harlad uscì di prigione, ma potrebbe essere stato aiutato da qualcuno dall'esterno a scappare nel mezzo di una rivolta contro l'imperatore. Mentre alcuni dei Variaghi erano a sostegno dell'imperatore, Harald divenne il capo dei Variaghi a sostegno della rivolta. L'imperatore fu infine portato via dal santuario, accecato e mandato in esilio in un monastero, e le saghe affermano che fu Harald stesso ad accecare Michele V o che comunque sosteneva di averlo fatto.

### Ritorno alla Rus'

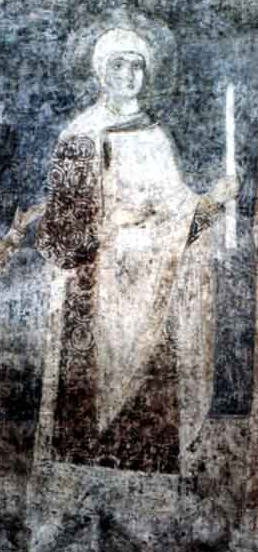
Elisabetta di Kiev, figlia di Jaroslav il Saggio e moglie di Harald

Harald divenne estremamente ricco durante la sua permanenza in Oriente e mise al sicuro le ricchezze raccolte a Costantinopoli inviandole nella Rus' di Kiev affinché Jaroslav il Saggio le custodisse. Le saghe riportano che, oltre al consistente bottino di battaglia, egli partecipò per tre volte al cosiddetto polutasvarf (tradotto vagamente come "saccheggio del palazzo"), un termine che implica o il saccheggio dell'erario del palazzo alla morte dell'imperatore, o forse l'erogazione di fondi ai Variaghi da parte del nuovo imperatore per assicurarsi la loro fedeltà. È probabile che il denaro guadagnato da Harald mentre prestava servizio a Costantinopoli gli permettesse di finanziare la sua pretesa alla corona di Norvegia. Se partecipò al polutasvarf per tre volte, queste occasioni devono essere state le morti di Romano III, Michele IV e Michele V, in cui Harald avrebbe avuto l'opportunità, oltre alle sue entrate legittime, di portare via immense ricchezze.
Dopo che Zoe era stata ripristinata sul trono nel giugno 1042 insieme a Costantino IX, Harald richiese il permesso di tornare in Norvegia. Sebbene Zoe non accettò, Harald riuscì a scappare nel Bosforo con due navi e qualche leale seguace. Nonostante la seconda nave fosse stata distrutta dalle catene di ferro sullo stretto, la nave di Harald raggiunse il Mar Nero dopo aver evitato la barriera. Nonostante la fuga, Cecaumeno loda la "lealtà e l'amore" che Harald ebbe per l'impero, che sembra abbia mantenuto anche quando tornò in Norvegia e diventò re. Dopo la sua fuga da Costantinopoli, Harald arrivò nella Rus' di Kiev nel 1042. Durante la sua permanenza lì, sposò Elisabetta di Kiev (Ellisif o Ellisiv nelle fonti scandinave), figlia di Jaroslav il Saggio e nipote del re svedese Olof III. Poco dopo l'arrivo di Harald a Kiev, Jaroslav attaccò Costantinopoli ed è ritenuto probabile che Harald gli fornì informazioni preziose sullo stato dell'impero.
È possibile che il matrimonio con Elisiv fosse già stato concordato durante la prima permanenza di Harald in Rus', o che i due si fossero almeno già conosciuti. Durante il suo servizio nell'impero bizantino Harald compose una poesia d'amore che includeva il verso "Eppure la dea di Gardarike / non accetterà i miei anelli d'oro" (che Snorri Sturluson identifica con Elisiv), anche se Morkinskinna sostiene che Harald dovette ricordare a Jaroslav il matrimonio promesso quando tornò a Kiev. Secondo la stessa fonte, Harald aveva parlato con Jaroslav durante il suo primo soggiorno in Rus', chiedendo di sposare Elisiv, ma era stato respinto perché non era ancora abbastanza ricco. È comunque significativo che ad Harald sia stato concesso di sposare la figlia di Jaroslav, dal momento che gli altri suoi figli erano sposati con nobili del calibro di Enrico I di Francia, Andrea I d'Ungheria e la figlia di Costantino IX.

## Re di Norvegia

### Ritorno in Scandinavia
Siccome desiderava riprendere il suo regno perso dal suo fratellastro Olaf Haraldsson, Harald cominciò il viaggio di ritorno all'inizio del 1045, partendo da Novgorod (Holmgard) verso Staraja Ladoga (Aldeigjuborg) dove ricevette una nave. Il viaggio proseguì passando per il lago Ladoga, la Neva, il Golfo di Finlandia e infine il Mar Baltico. Arrivò a Sigtuna in Svezia probabilmente alla fine dell'anno, o all'inizio del 1046. Arrivato in Svezia, secondo lo scaldo Tjodolv Arnorsson, la sua nave era sbilanciata per il grande carico d'oro. In assenza di Harald, il trono di Norvegia tornò a Magnus il Buono, figlio illegittimo di Olaf. È probabile che Harald ne fosse a conoscenza e questa potrebbe essere la ragione del suo ritorno in Norvegia. Da quando i figli di Canuto il Grande avevano scelto di lasciare la Norvegia e combattere per il controllo dell'Inghilterra, e dopo la morte giovane di Aroldo Piè di lepre e Ardicanuto, la posizione di Magnus come re era al sicuro. Durante il suo regno di undici anni, negli annali non sono state registrate né minacce interne né insurrezioni. Inoltre, dopo la morte di Ardicanuto che lasciò vacante il trono danese, Magnus fu selezionato per coprirne il seggio e riuscì a sconfiggere l'altro pretendente Sweyn Estridsson.

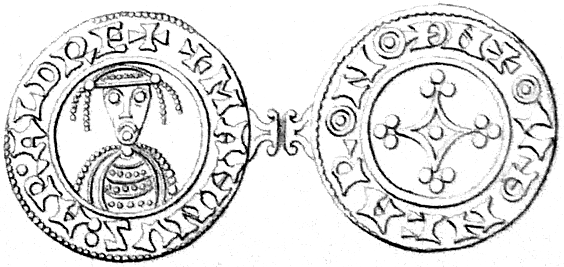
Moneta con l'iscrizione "MAHNUS ARALD REX". Generalmente ritenuta essere risalente al breve periodo del co-regno di Magnus e Harald, raffigura Magnus come avente la precedenza, oppure, come speculano alcuni, raffigura Harald da solo, dove Magnus sarebbe quindi un suo epiteto adottato dopo la sua morte.

Dopo essere venuto a sapere della sconfitta di Sweyn per mano di Magnus, Harald incontrò il compagno di esilio (nonché suo nipote) e il re svedese Anund Jacob, e i tre strinsero un'alleanza contro Magnus. La loro prima impresa militare consistette in un'incursione nella costa danese, con lo scopo di impressionare i cittadini dimostrando loro che Magnus non offriva alcuna protezione, inducendoli quindi ad arrendersi a Harald e Sweyn. Informato di questi fatti, Magnus sapeva che il prossimo bersaglio sarebbe stato la Norvegia. Harald potrebbe aver pianificato di diventare il re del piccolo regno del padre, e da lì rivendicare il resto del paese. In ogni caso, le persone non erano disposte a ribellarsi a Magnus che, essendo all'estero, appena venne a sapere del piano di Harald tornò in Norvegia con il suo intero esercito. Invece di andare a guerra, Magnus fu convinto dai suoi consiglieri di non combattere suo zio così fu raggiunto un compromesso nel 1046 in cui si decise che Harald avrebbe governato la Norvegia (non la Danimarca) congiuntamente con Magnus. Inoltre, Harald dovette accettare anche di spartire metà delle sue ricchezze con Magnus che era pesantemente a corto di fondi. Durante il breve regno condiviso, Harald e Magnus avevano due corti distinte e stavano in disparte; le uniche riunioni registrate nelle cronache finirono in rissa.
Nel 1047, Magnus e Harald andarono in Danimarca con le forze provenienti dalla leva di massa nota come leidangr. Più tardi in quell'anno nello Jylland, dopo meno di un anno dall'inizio del co-regno, Magnus morì senza eredi. Prima della sua morte, decise che Sweyn avrebbe ereditato la Danimarca e Harald la Norvegia. Appena seppe della morte di Magnus, Harald radunò i capi locali norvegesi e si dichiarò re di Norvegia e di Danimarca, andando contro la richiesta del precedente sovrano. Harald annunciò subito il programma di radunare un esercito per mandare il suo vecchio alleato dalla sua nazione. In risposta, l'esercito e i suoi comandanti, capitanato da Einar Thambarskelfir, si opposero a questo piano di invasione, e, nonostante la contrarietà di Harald, i soldati si prepararono per riportare il corpo di Magnus in Norvegia a Nidaros (l'attuale Trondheim), dove alla fine del 1047 lo seppellirono al fianco di Sant'Olaf. Einar, avversario di Harald, affermò che «seguire Magnus morto fosse meglio di seguire ogni altro re vivo».
Sotto il governo di Harald, la Norvegia introdusse il monopolio reale per il conio delle monete. Sembra che le monete coniate sotto Harald fossero accettate come valuta comune, invece di utilizzare monete di conio straniero. Il conio delle monete probabilmente contribuì a una parte significativa delle entrate annue di Harald. In Norvegia la monetazione crollò verso la fine del XIV secolo.

### Invasioni della Danimarca
Harald voleva come Magnus governare anche sulla Danimarca, e probabilmente aveva l'obiettivo a lungo termine di ristabilire nella sua interezza il cosiddetto impero del Mare del Nord di Canuto il Grande, un'unione personale dei regni di Norvegia, Danimarca e Norvegia. Sebbene la prima proposta di invasione cadde, l'anno successivo Harald intraprese quella che sarebbe diventata una guerra contro Sweyn, quasi costante dal 1048 al 1064. Similmente alle sue campagne (in alleanza con Sweyn) contro il dominio di Magnus in Danimarca, la maggior parte della sua campagna contro Sweyn costituì di incursioni rapide e violente sulle coste danesi. Nel 1048, saccheggiò la penisola dello Jutland, e nel 1049 depredò e bruciò Hedeby, all'epoca il centro commerciale più importante di Danimarca, e una delle città meglio protette e più popolose della Scandinavia. La città di Hedeby non recuperò mai dalla distruzione di Harald, e fu lasciata completamente desolata quando i resti della città fu saccheggiato dalle tribù slave nel 1066. Una delle due battaglie convenzionali sarebbe dovuta accadere successivamente nello stesso anno, ma, secondo Sassone Grammatico, l'esercito di Sweyn, in inferiorità numerica, alla vista del grande esercito di Harald si spaventò e si buttò in acqua per fuggire e molti annegarono. Sebbene Harald fu vittorioso nella maggior parte degli scontri, non riuscì mai a occupare la Danimarca.

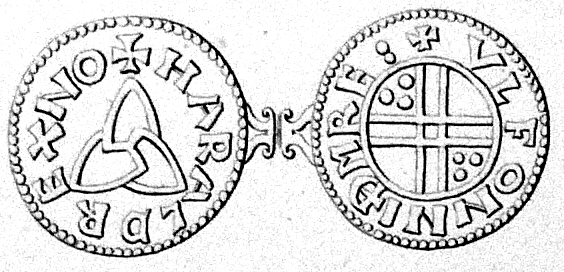
Moneta coniata da Harald, con una triquetra sul rovescio, usata sia nel cristianesimo sia nel paganesimo norreno. Veniva anche usata su monete danesi da Canuto il Grande e i suoi figli, e probabilmente Harald l'adottò in parte per consolidare la pretesa al trono danese.

Un'altra e più importante battaglia fu uno scontro navale noto come la battaglia di Niså avvenuta il 9 agosto 1062. Siccome Harald non fu in grado di conquistare la Danimarca con le sue incursioni, voleva ottenere una vittoria decisiva in una battaglia contro Sweyn. Partì dalla Norvegia con un grande esercito e una flotta di circa 300 navi. Anche Sweyn si era preparato per la battaglia, per cui avevano accordato un tempo e un luogo. Sweyn non si presentò all'orario pattuito, così Harald mandò a casa i suoi soldati non professionisti (bóndaherrin), che componevano metà della sua forza. Quando le navi congedate erano ormai fuori portata, apparve la flotta di Sweyn, forse anch'essa costituita da 300 navi. La battaglia portò a una grande carneficina poiché Harald sconfisse i danesi (si riporta che settanta navi danesi furono lasciate "vuote"), ma molte navi e uomini, compreso Sweyn, riuscirono a fuggire. Durante la battaglia, Harald usò personalmente l'arco come molti altri nella fase iniziale dello scontro.
Gli sforzi e il costo delle battaglie inconcludenti portarono infine Harald a cercare un accordo di pace con Sweyn, così nel 1064 (o 1065 secondo la Morkinskinna) i due re si concordarono su un trattato di pace incondiziata. Secondo l'accordo, i due sovrani mantenero i loro rispettivi regni con i confini precedenti, e non ci sono pagamenti di riparazione. Nel successivo inverno del 1065, Harald viaggiò il suo regno e accusò i contadini di trattenersi le tasse. In risposta, agì con brutalità, e fece mutilare e uccidere alcune persone come avviso per coloro che gli disubbidirono. Harald tenne il controllo della nazione tramite il suo hird, un esercito stazionario privato gestito dai signori norvegesi. Il contributo di Harald al rafforzamento della monarcha norvegese fu l'applicazione di una politica che solo potrebbe tenere un hird, centralizzando il potere ai danni dei signori locali.

### Opposizione interna
Secondo lo storico Knut Helle, Harald completò la prima fase di quello che definì la «unificazione territoriale nazionale della Norvegia». Siccome ascese al trono con la forza, dovette convincere l'aristocrazia che fosse la persona giusta per governare la Norvegia da solo. Per stabilire le alleanze interne, sposò Tora Torbergsdatter, proveniente da una delle famiglie norvegesi più potenti. La principale opposizione al dominio di Harald sarebbero stati i discendenti di Haakon Sigurdsson, della potente dinastia dei conti di Lade che aveva controllato la Norvegia settentrionale e Trøndelag in nome del re norvegese ma con molta autonomia. Haakon aveva persino regnato sull'intera Norvegia (nominalmente sotto il re danese) dal 975 fino al 995, quando fu ucciso durante la presa di Olaf Tryggvasson. Anche dopo la morte di Haakon, la sua progenie mantenne un certo livello di sovranità nel nord, e all'inizio del regno di Harald la famiglia era capitanata da Einar Thambarskelfir, che aveva sposato la figlia di Haakon. Mentre la famiglia aveva tenuto un buon rapporto con Magnus, l'assolutismo di Harald portò presto al conflitto con Einar.
Fu da questa lotta di potere con l'aristocrazia norvegese che Harald guadagnò la reputazione che gli diede l'epiteto harðráði o "duro sovrano". Anche il rapporto tra Harald e Einar era precario fin dall'inizio, il confronto non avvenne prima che Harald andò a nord alla sua corte a Nidaros. Lì, Einar arrivò alla corte del re e, come dimostrazione di potere, fu accompagnato da «otto o nove navi e quasi cinquecento uomini» ("eight or nine longships and almost five hundred men"). Nonostante Einar cercasse evidentemente lo scontro, Harald non fu provocato. Sebbene le fonti differiscano sulle circostanze, gli eventi successivi portarono all'uccisione di Einar da parte degli uomini di Harald, per la minaccia di gettare la Norvegia in uno stato di guerra civile. Harald riuscì poi a calmare i rimanenti discendenti di Haakon Sigurdsson, che consideravano di ribellarsi, negoziando con loro una pace con cui assicurò la resa della famiglia di Lade per il resto del suo regno. Alla morte di Einar e dei suoi figli intorno al 1050, i conti di Lade eccederono dal loro ruolo, e Trøndelag fu definitivamente subordinata al regno nazionale di Harald.
Prima della battaglia di Niså, Harald si alleò con Haakon Ivarsson, che si distinse nella battaglia guadagnandosi il favore di Harald. Si dice che Harald considerò anche di dare a Haakon il titolo di conte, e Haakon rimase colpito quando Harald poi ritirò la proposta. Con una forte presa sulle Oppland, Haakon ricevette in più la contea di Värmland dal re svedese Stenkil. All'inizio del 1064, Haakon entrò nelle Oppland a raccogliere le tasse; la regione minacciò di rinunciare la fedeltà a Harald. La rivolta di Haakon e dei contadini potrebbe essere stata la ragione per cui Harald cercò di negoziare la pace con Sweyn Estridsson. Dopo l'accordo, Harald andò a Oslo e inviò gli esattori delle tasse nelle Oppland, ma trovò che i contadini avrebbe tenuto per sé le tasse fino all'arrivo di Haakon. In risposta, Harald entrò in Svezia con un esercito e sconfisse rapidamente Haakon. Poiché i contadini erano ancora in opposizione, Harald lanciò una campagna per surclassare le aree che avevano tenuto per sé le tasse. Per via della posizione remota delle Oppland nell'entroterra norvegese, la regione non fu mai una ben integrata nel regno. Usando misure dure, Harald rase al suolo fattorie e piccoli villaggi, e fece mutilare e uccidere molte persone. Partendo da Romerike, proseguì con la sua campagna verso Hedmark, Hadeland e Ringerike. Siccome nella regione vi erano molte comunità rurali ricche, Harald rafforzò la sua posizione economica confiscando le proprietà agricole. Alla fine del 1065, c'era probabilmente pace in Norvegia, dato che l'opposizione era stata uccisa, esiliata o silenziata.

### Politiche
Il governo di Harald fu segnato dal suo passato di comandante militare, che si rifletteva nella tendenza a risolvere contese con la forza. Uno dei suoi scaldi si vantò pure di come Harald ruppe accordi da lui fatti, nelle sue battaglie nel Mediterraneo. Poiché le saghe si incentrarono in larga parte sulla guerra di Harald con Sweyn el'invasione dell'Inghilterra, si dice poco sulle sue politiche interne. Gli storici moderni lo prendono come segno che, nonostante il suo assolutismo, il suo regno portò a pace e progresso per la Norvegia. Si ritiene che il re abbia promulgato buone politiche economiche, poiché sviluppò una valuta norvegese e una viabile economia monetaria, che a sua volta permetteva al Norvegia di partecipare al commercio internazionale. Grazie alle sue connessioni, avviò commerci con la Rus' di Kiev e con l'impero bizantino, nonché con la Scozia e l'Irlanda. Secondo saghe più tarde, Harald fondò Oslo, dove trascorse molto tempo.
Harald continuò a avanzare il cristianesimo in Norvegia, e scavi archeologici hanno mostrato che durante il suo regno le chiese sono state costruite e migliorate. Portò dall'estero vescovi, preti e monaci, in particolare dalla Rus' di Kiev e dall'impero bizantino. Il cristianesimo che si sviluppò in Norvegia era leggermente diverso da quello del resto dell'Europa settentrionale, sebbene lo scisma d'oriente non fosse ancora avvenuto. Siccome il clero non era ordinato in Inghilterra o Francia, provocò comunque controversie quando Harald fu visitato da legati pontifici. Le proteste dei legati portarono Harald a mandare via il clero cattolico dalla sua corte; si riporta che abbia detto ai legati che «non sapeva di altri arcivescovi o signori di Norvegia oltre al re stesso». Lo storico norvegese Halvdan Koht rimarcò che le «parole sembravano essere pronunciate da un despota bizantino» ("words seemed as if spoken by a Byzantine despot"). È possibile che Harald mantenne i contatti con gli imperatori bizantini dopo che divenne re, che potrebbe suggerire il contesto dietro le sue politiche ecclesiastiche.

### Esplorazioni settentrionali
Una volta tornato in Norvegia, sembra che Harald avesse mostrato un interesse nell'esplorare il suo reame. Per esempio la Morkinskinna racconta il viaggio di Harald nelle Oppland. Inoltre, il contemporaneo Adamo da Brema riporta di spedizioni navali condotte da Harald dirette a esplorare i mari oltre il suo regno:
(Adamo da Brema, Gesta Hammaburgensis ecclesiae pontificum, 4. XXXIX)
Kelly DeVries ha suggerito che Harald «potrebbe aver persino saputo e cercato la leggendaria terra chiamata Vinlandia, che i navigatori vichinghi avevano scoperto solo poco tempo prima» e che Adamo nello stesso passaggio menziona, affermando che fosse largamente raccontata in Danimarca e in Norvegia. D'altra parte Hubert H. Lamb propone che la terra che raggiunse potrebbe essere stata o Spitsbergen o Novaja Zemlja.

## Invasione dell'Inghilterra

### Contesto e preparativi
Dopo aver accettato di non poter conquistare Danimarca, Harald rivolse la sua attenzione verso l'Inghilterra. La sua pretesa al trono era basata su un accordo stipulato nel 1038 tra il re norvegese Magnus e l'allora re inglese Ardicanuto, che morì senza eredi nel 1042. Secondo l'accordo, se uno dei due fosse morto, l'altro avrebbe ereditato le sue terre; tuttavia era improbabile che Magnus presumesse di ottenere il trono inglese senza combattere. Ardicanuto stesso preferiva suo fratello, Edoardo il Confessore, che diventò re con il sostegno del conte Godwin, padre di Aroldo Godwinson. Nel 1045, Magnus aveva dovuto interrompere i piani di invasione dell'Inghilterra per fronteggiare una rivolta di Sweyn II di Danimarca.
Dopo la morte di Magnus nel 1047, a Harald passò il diritto al trono inglese di Magnus; tuttavia, Edoardo tenne a bada i potenziali nemici facendo intendere che potessero diventare i suoi successori; oltre ad Harald gli altri pretendenti stranieri erano Sweyn e Guglielmo di Normandia. Nel 1058, una flotta guidata dal figlio di Harald, Magnus, assistì i gallesi in una grande incursione in Inghilterra, anche se i dettagli non sono noti. Qui Harald si rese probabilmente conto di non poter combattere in contemporanea con Danimarca e Inghilterra; allo stesso, la presenza di una flotta norvegese informò Edoardo dell'interesse norvegese nei confronti del suo trono. Alla morte di Edoardo, nel gennaio 1066, il trono inglese passò a Aroldo Godwinson, proclamato re Aroldo II d'Inghilterra.
L'esiliato Tostig Godwinson, fratello di Aroldo e precedente conte di Northumbria, entrò in scena, nella speranza di riottenere il suo titolo e le sue terre; a quanto si dice, approcciò sia Guglielmo sia Sweyn di Danimarca per chiedere il loro sostegno. D'altra parte, siccome l'Inghilterra settentrionale era il luogo di sbarco più adatto per una spedizione norvegese, l'aiuto di Tostig era più utile a Harald. I dettagli sono ridotti, ma si pensa che Tostig abbia inviato un suo compagno di esilio, Copsi, per incontrare Harald in Norvegia e discutere del piano, mentre lui rimase in Francia. Se questo fosse vero, significherebbe che Tostig avrebbe aumentato le sue possibilità assistendo allo stesso tempo l'invasione di Guglielmo dalla Normandia, anch'egli pretendente al trono.

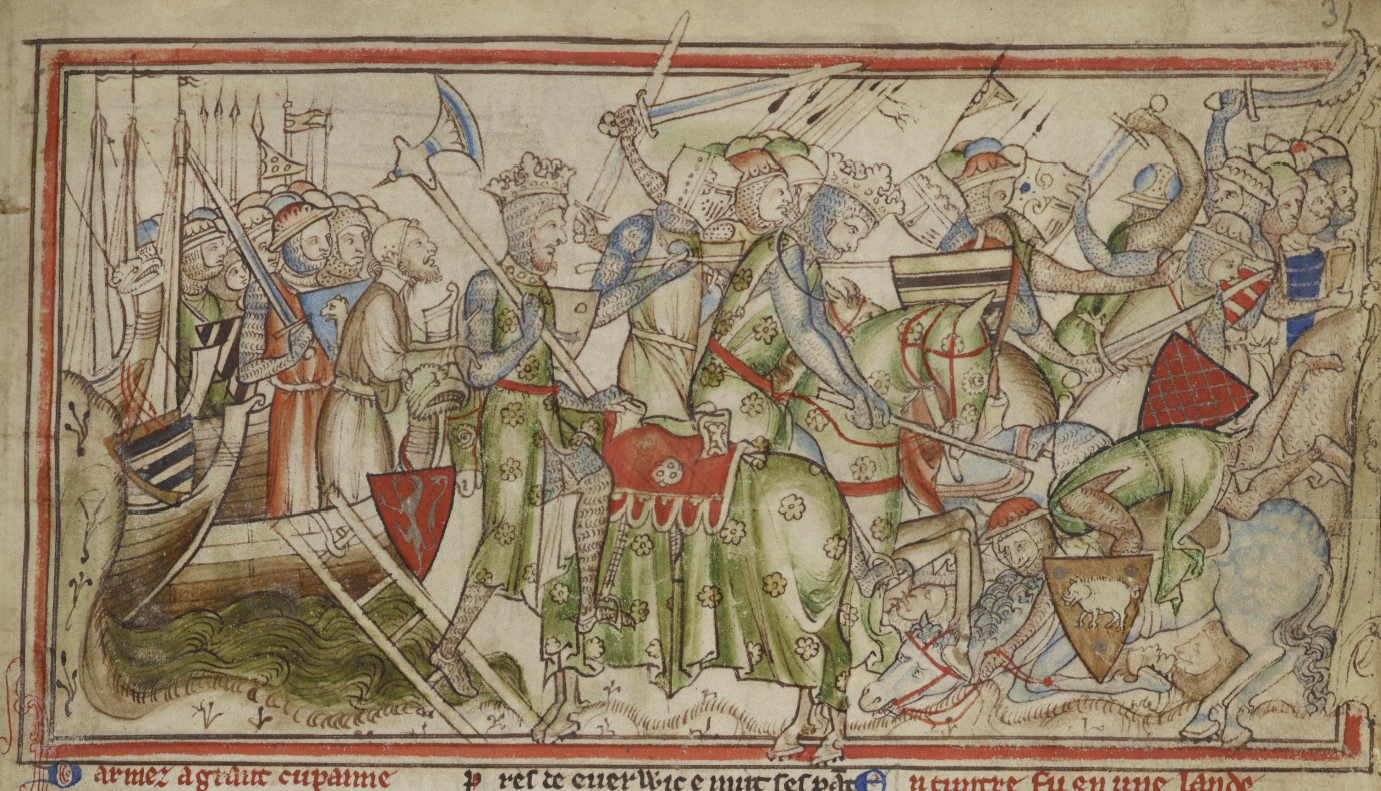
Lo sbarco di Harald vicino a York (sinistra), e la sconfitta dell'esercito northumbriano (destra), dalla cronaca trecentesca The Life of King Edward the Confessor di Matthew Paris.

A marzo o aprile 1066, Harald cominciò a organizzare la sua flotta a Solund, nel Sognefjord, che completò all'inizio di settembre; la flotta comprendeva la sua ammiraglia, Ormen, o "Serpente". Prima di lasciare la Norvegia, fece proclamare re suo figlio Magnus e portò la moglie (Tora o Elisabetta), le sue figlie e Olaf. Sulla via, si fermò alle isole Shetland e alle Orcadi, allora in mano norvegese, per raccogliere altre truppe, tra cui i conti delle Orcadi, Paolo e Erlend Thorfinnsson. A Dunfermline incontrò un alleato di Tostig, il re Malcolm III di Scozia, che gli concesse circa 2000 soldati scozzesi.
Sebbene sia probabile che abbia incontrato anche Tostig lì, la maggior parte delle fonti suggerisce che si siano congiunti a Tynemouth, l'8 settembre, con circa 10–15000 uomini al seguito di Harald e 240–300 dreki. Tostig aveva solo 12 navi, poiché il suo aiuto stava più nelle connessioni con gli anglosassoni. Il cronista Giovanni di Worcester suppone che avesse lasciato le Fiandre, dov'era in esilio, in maggio o giugno, e che saccheggiò il cuore delle dimore di Aroldo nell'Inghilterra settentrionale dall'isola di Wight a Sandwich. Dopo aver fatto intendere che un attacco dalla Normandia fosse imminente, salpò verso nord, mentre suo fratello e la maggior parte del suo esercito rimase a sud nell'attesa di Guglielmo.

### Le prime incursioni, l'invasione e la battaglia di Fulford
Dopo essere partiti da Tynemouth, Harald e Tostig sbarcarono probabilmente sul fiume Tees. Entrarono poi in Cleveland, e iniziarono a saccheggiare la costa. Incontrarono la prima resistenza a Scarborough, dove i cittadini si opposero alla richiesta di resa. Harald decise di radere al suolo la città incendiandola, atto che portò alla resa delle altre città della Northumbria. Dopo altre incursioni, Harald e Tostig salirono lungo l'Humber, sbarcando a Riccall il 20 settembre. La notizia delle prime incursioni raggiunse i conti Morcar di Northumbria e Edwin di Mercia, che incontrarono l'esercito invasore di Harald a 3 chilometri (2 mi) a sud di York, dove combatterono la battaglia di Fulford il 20 settembre. La battaglia si concluse con una decisiva vittoria per Harald e Tostig e portò York alla resa il 24 settembre. Questa sarebbe stata l'ultima vittoria scandinava contro forze inglesi. Lo stesso giorno della resa di York, il re Aroldo Godwinson arrivò con il suo esercito a Tadcaster, a soli 11 chilometri (7 mi) dalla flotta norvegese attraccata a Riccall. Da lì, probabilmente tenne d'occhio la flotta nemica al fine di preparare un attacco a sorpresa. Siccome Harald non aveva lasciato truppe a York, Aroldo marciò direttamente verso la città a Stamford Bridge.

### Battaglia di Stamford Bridge

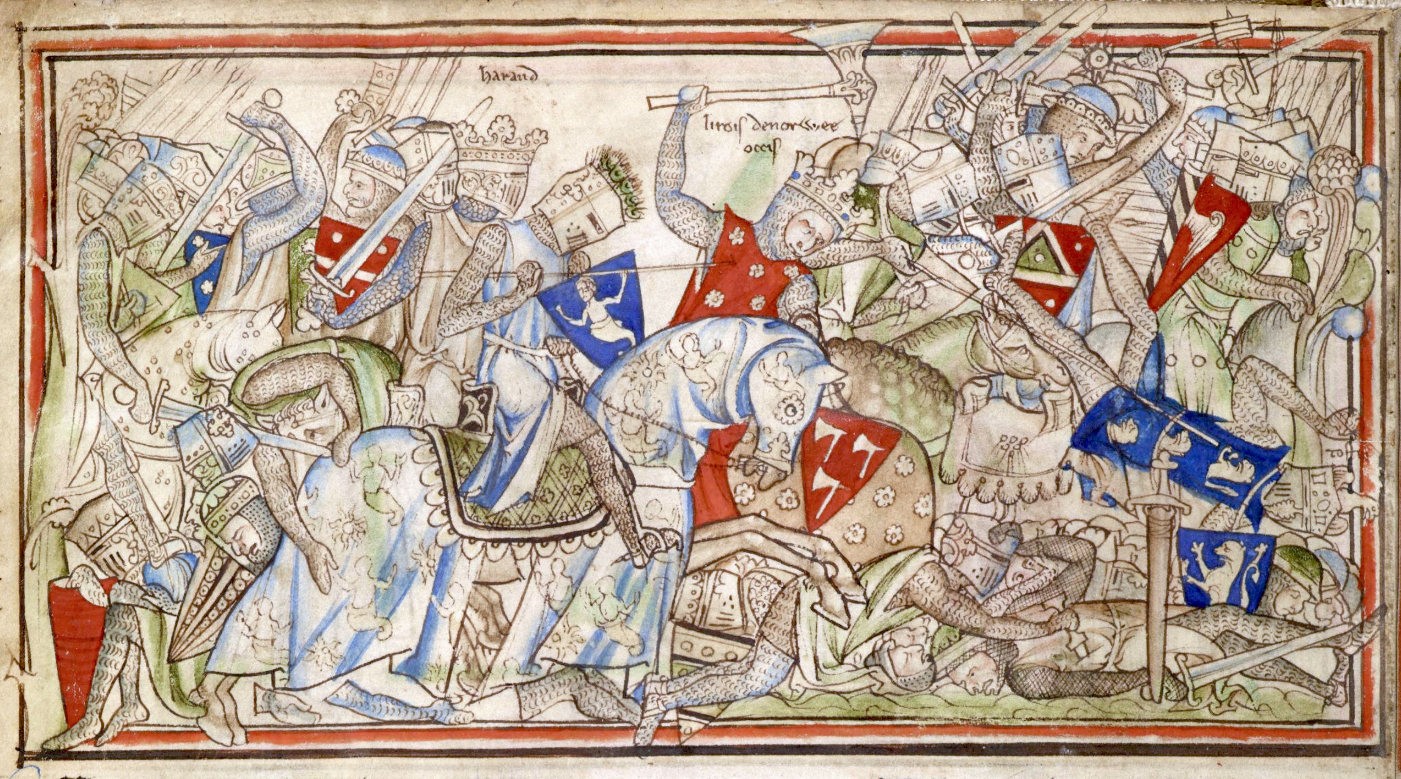
Harald a Stamford Bridge. Matthew Paris potrebbe aver attribuito a Harald l'ascia per una associazione stereotipica norrena o per l'iconografia legata a Sant'Olaf. Secondo le saghe, Harald indossava una tunica blu e l'elmo, brandiva una spada e Landøyðan come il suo stendardo reale, ma non la sua cotta di maglia e il suo scudo, che aveva lasciato a Riccall.

All'inizio del 25 settembre Harald e Tostig lasciarono l'attracco di Riccall con la maggior parte delle loro forze ma ne lasciarono indietro un terzo. Portarono solo un'armatura leggero, perché si aspettavano di incontrare i cittadini di York, come accordato il giorno prima, a Stamford Bridge per decidere chi avrebbe dovuto governare la città in nome di Harald. Una volta arrivato, Harald vide avvicinarsi le forze di Godwinson, pesantemente armate e corazzate e in numero molto maggiore. Sebbene (secondo fonti non legate alla saghe) le forze inglesi fossero state trattenute per qualche tempo sul ponte di Stamford da un singolo gigantesco norvegese, il che permise ad Harald e Tostig di raggrupparsi in un muro di scudi, alla fine l'esercito di Harald fu pesantemente sconfitto. Harald fu colpito alla gola da una freccia e ucciso all'inizio della battaglia dopo aver combattuto in uno stato di furia (berserkergangr), senza armatura e scudo e combattendo aggressivamente con entrambe le mani sulla spada.
Quando la battaglia era quasi finita, arrivarono alcune truppe da Riccall guidate da Eystein Orre, ma erano esauste per la corsa. Eystein, raccolto lo stendardo di Harald (Landøyðan), iniziò un ultimo contrattacco. Anche se per un attimo l'offensiva sembrava aver fatto breccia nella linea inglese, Eystein fu improvvisamente ucciso, inducendo gli altri uomini a fuggire dalla battaglia. Tra quelli rimasti a Riccall durante la battaglia, ai quali fu concesso di tornare pacificamente a casa dalle forze inglesi, vi era il figlio di Harald, Olaf, che al ritorno in patria diventò re con il fratello. Sebbene le fonti affermino che l'esercito rimanente di Harald coprisse solo 20 o 25 navi, è probabile che questo numero faccia riferimento alle sole forze norvegesi, poiché la maggior parte delle forze dalla Scozia e dalle Orcadi rimasero plausibilmente a Riccall durante lo scontro (per esempio è accertato che i conti Paolo e Erlend Thorfinnsson rimasero lì per tutto il tempo) e non sono conteggiate nella cifra tradizionale.
Tuttavia la vittoria di Aroldo Godwinson ebbe vita breve, perché poche settimane dopo fu sconfitto e ucciso nella battaglia di Hastings dall'esercito di Guglielmo di Normandia. È largamente considerato che il fatto che Aroldo dovette fare una marcia forzata verso nord per raggiungere Harald a Stamford Bridge e poi tornare alla massima velocità nel meridione per fronteggiare l'invasione normanna in meno di tre settimane sia stato un fattore predominante nella sconfitta anglosassone a Hastings.

## Ascendenza
|                        |                           |                       | Genitori |  |  | Nonni |  |  | Bisnonni                 |  |  | Trisnonni            |  |
|                        |                           |                       |          |  |  |       |  |  | Sigurðr Hrísi Haraldsson |  |  | Harald I di Norvegia |  |
|                        |                           |                       |          |  |  |       |  |  | Sigurðr Hrísi Haraldsson |  |  | Harald I di Norvegia |  |
|                        |                           | Snæfrídr Svásisdóttir |          |  |  |       |  |  | Sigurðr Hrísi Haraldsson |  |  |                      |  |
| Halfdan Sigurdsson     |                           |                       |          |  |  |       |  |  | Sigurðr Hrísi Haraldsson |  |  |                      |  |
|                        |                           | ...                   | ...      |  |  |       |  |  |                          |  |  |                      |  |
|                        |                           | ...                   | ...      |  |  |       |  |  |                          |  |  |                      |  |
|                        |                           | ...                   | …        |  |  |       |  |  |                          |  |  |                      |  |
| Sigurd Syr Halfdansson |                           | ...                   |          |  |  |       |  |  |                          |  |  |                      |  |
|                        |                           | ...                   | …        |  |  |       |  |  |                          |  |  |                      |  |
|                        |                           | ...                   | …        |  |  |       |  |  |                          |  |  |                      |  |
|                        |                           | ...                   | …        |  |  |       |  |  |                          |  |  |                      |  |
| ...                    |                           | ...                   |          |  |  |       |  |  |                          |  |  |                      |  |
|                        |                           | …                     | …        |  |  |       |  |  |                          |  |  |                      |  |
|                        |                           | …                     | …        |  |  |       |  |  |                          |  |  |                      |  |
|                        |                           | …                     | …        |  |  |       |  |  |                          |  |  |                      |  |
| Harald III di Norvegia |                           | …                     |          |  |  |       |  |  |                          |  |  |                      |  |
|                        | Torleiv Skjalg Ogmundsson | …                     |          |  |  |       |  |  |                          |  |  |                      |  |
|                        | Torleiv Skjalg Ogmundsson | …                     |          |  |  |       |  |  |                          |  |  |                      |  |
|                        | Torleiv Skjalg Ogmundsson | …                     |          |  |  |       |  |  |                          |  |  |                      |  |
| Erling Skjalgsson      | Torleiv Skjalg Ogmundsson |                       |          |  |  |       |  |  |                          |  |  |                      |  |
|                        |                           | …                     | …        |  |  |       |  |  |                          |  |  |                      |  |
|                        |                           | …                     | …        |  |  |       |  |  |                          |  |  |                      |  |
|                        |                           | …                     | …        |  |  |       |  |  |                          |  |  |                      |  |
| Åsta Gudbrandsdatter   |                           | …                     |          |  |  |       |  |  |                          |  |  |                      |  |
|                        |                           | …                     | …        |  |  |       |  |  |                          |  |  |                      |  |
|                        |                           | …                     | …        |  |  |       |  |  |                          |  |  |                      |  |
|                        |                           | …                     | …        |  |  |       |  |  |                          |  |  |                      |  |
| Astrid Eiriksdatter    |                           | …                     |          |  |  |       |  |  |                          |  |  |                      |  |
|                        |                           | …                     | …        |  |  |       |  |  |                          |  |  |                      |  |
|                        |                           | …                     | …        |  |  |       |  |  |                          |  |  |                      |  |
|                        |                           | …                     | …        |  |  |       |  |  |                          |  |  |                      |  |
|                        |                           | …                     |          |  |  |       |  |  |                          |  |  |                      |  |